# Kurzkettige Fettsäuren
Kurzkettige Fettsäuren, auch flüchtige Fettsäuren (engl. short chain fatty acids, SCFA, synonym volatile fatty acids, VFA), sind eine Untergruppe der Fettsäuren mit zwei bis sechs Kohlenstoffatomen.

## Eigenschaften
Kurzkettige Fettsäuren sind gesättigte und unverzweigte Fettsäuren (synonym Alkylmonocarboxylate) kurzer Kettenlänge. Eine engere alternative Definition für kurzkettige Fettsäuren grenzt sie auf maximal vier Kohlenstoffatome ein. Aufgrund des geringen Molekulargewichts sind sie bei Raumtemperatur flüssig und flüchtig.
Kurzkettige Fettsäuren werden im Darm aus unverdaulichen Kohlenhydraten (Ballaststoffe und verdauungsresistente Stärke) von der Darmflora gebildet. In den Epithelzellen des Darms binden sie an die Rezeptoren FFAR2 und FFAR3. Kurzkettige Fettsäuren werden über die Transportproteine der MCT-Familie in fast allen Geweben aufgenommen, einschließlich des Gehirns. Sie sind an der Regulation des Appetits und am Energiestoffwechsel beteiligt. Kurzkettige Fettsäuren sind die bevorzugte Energiequelle für Zellen des Enddarms. Manche kurzkettige Fettsäuren gehören zu den Kopulinen. Verschiedene Tierstudien und eine kleine Anzahl von Humanstudien belegen, dass eine erhöhte mikrobielle Produktion von kurzkettigen Fettsäuren bei der Vermeidung und Behandlung von Stoffwechselkrankheiten wie z. B. Diabetes mellitus Typ 2 und Adipositas helfen kann.
Die Analyse erfolgt meistens über Gaschromatographie, Hochleistungsflüssigkeitschromatographie, Kernspinresonanzspektroskopie oder Kapillarelektrophorese. Beispiele für kurzkettige Fettsäuren sind Essigsäure, Propionsäure und Buttersäure.

## Beispiele
| Fettsäure-Kurzschreibweise | Name             | Name                | Salz- und Estername | Salz- und Estername | Formel          | Molare Masse (g/mol) | Strukturformel |
| Fettsäure-Kurzschreibweise | Trivialname      | Systematischer Name | Trivialname         | Systematischer Name | Formel          | Molare Masse (g/mol) | Strukturformel |
| -------------------------- | ---------------- | ------------------- | ------------------- | ------------------- | --------------- | -------------------- | -------------- |
| C1:0 (keine SCFA)          | Ameisensäure     | Methansäure         | Formiate            | Methanoate          | HCOOH           | 46,03                |                |
| C2:0                       | Essigsäure       | Ethansäure          | Acetate             | Ethanoate           | CH3COOH         | 60,05                |                |
| C3:0                       | Propionsäure     | Propansäure         | Propionate          | Propanoate          | CH3CH2COOH      | 74,08                |                |
| C4:0                       | Buttersäure      | Butansäure          | Butyrate            | Butanoate           | CH3(CH2)2COOH   | 88,11                |                |
| C4:0                       | Isobuttersäure   | 2-Methylpropansäure | Isobutyrate         | 2-Methylpropanoate  | (CH3)2CHCOOH    | 88,11                |                |
| C5:0                       | Valeriansäure    | Pentansäure         | Valerate            | Pentanoate          | CH3(CH2)3COOH   | 102,13               |                |
| C5:0                       | Isovaleriansäure | 3-Methylbutansäure  | Isovalerate         | 3-Methylbutanoate   | (CH3)2CHCH2COOH | 102,13               |                |
| C6:0                       | Capronsäure      | Hexansäure          | Capronate           | Hexanoate           | CH3(CH2)4COOH   | 116,16               |                |